# Liimala
Liimala is een plaats in de Estlandse gemeente Lüganuse, provincie Ida-Virumaa. De plaats heeft de status van dorp (Estisch: küla) en telt 58 inwoners (2021).
Liimala ligt aan de Finse Golf.